# Kuratsukuri no Tori

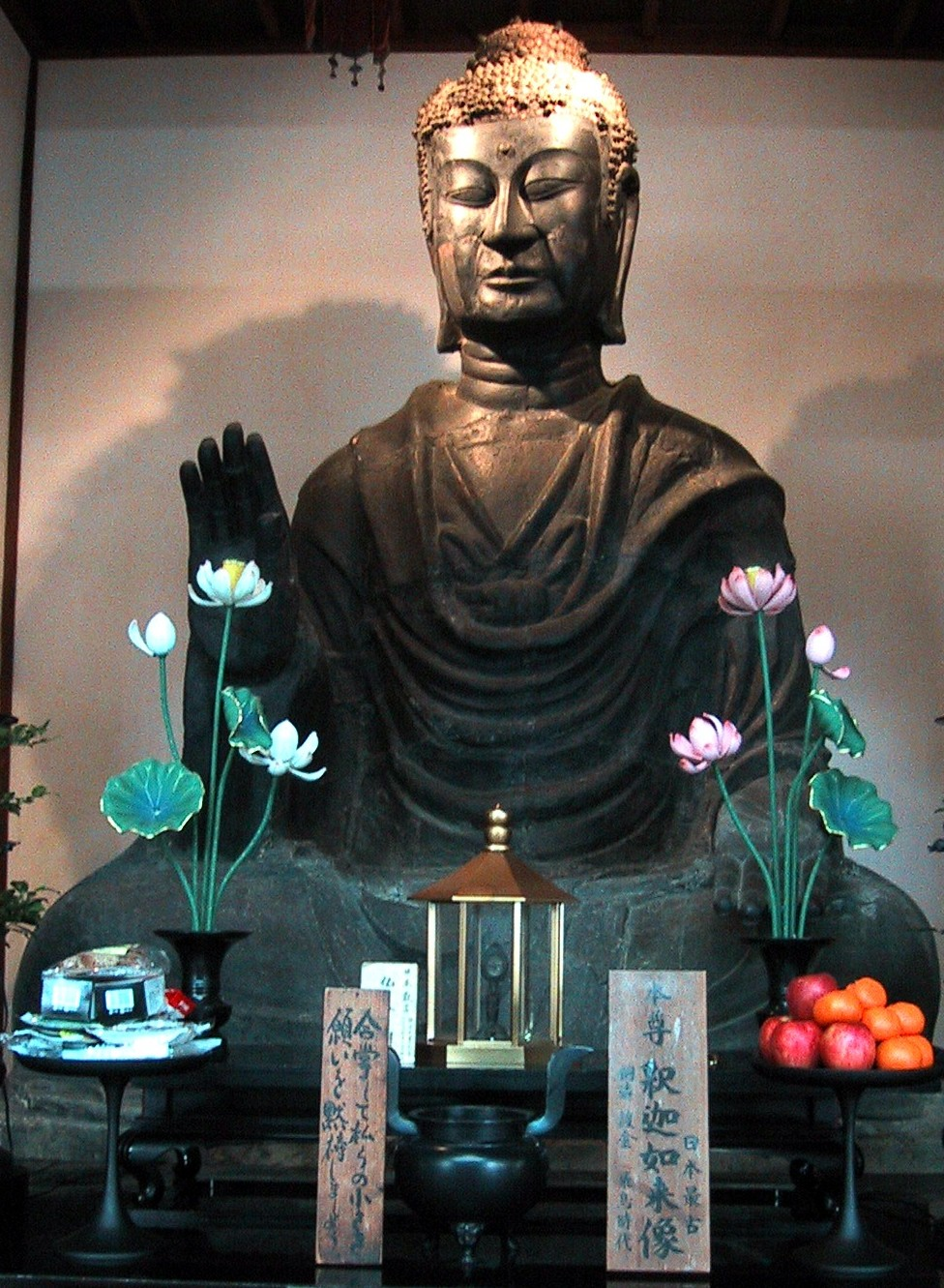
Shaka im Asuka-dera, 606

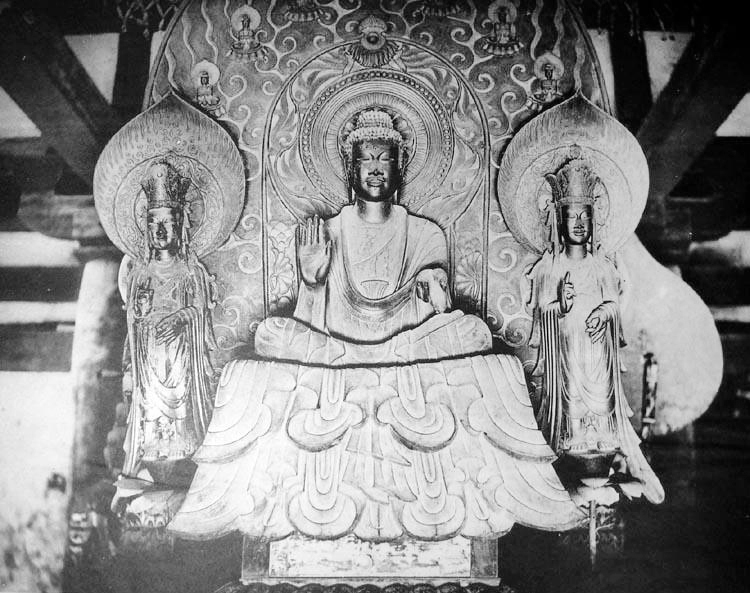
Shaka-Triade im Hōryū-ji, 623

Kuratsukuri no Tori (japanisch 鞍作止利/鞍作鳥; er lebte im 7. Jahrhundert) war Japans erster Schöpfer von buddhistischen Bronzestatuen.

## Leben und Wirken
Toris Großvater, Shiba Tatto, soll in der ersten Hälfte des 6. Jahrhunderts vom asiatischen Festland nach Japan gekommen sein und buddhistische Bilder angebetet haben. Sicher ist, dass Toris Großvater Tatto, Vater Tasuna und seine Tante Shimane mit dem Soga-Klan zusammengearbeitet haben, um den Buddhismus in Japan einzuführen – gegen den Widerstand des Mononobe-Klans. Shimane soll die erste gewesen sein, die eine Nonne wurde, und auch Tasuna soll ein Gelübde abgelegt und einen Tempel mit Namen Sakata-dera errichtet haben.
So wuchs Tori in einer betont buddhistischen Umgebung auf. Er begann seine schöpferische Arbeit im Jahr 605 mit einer vergoldeten Bronzestatue des Shakyamuni für den Hōjō-ji (auch Gangō-ji oder Asuka-dera, Bau ab 588) und stellte sie 609 fertig. Die Kaiserin Suiko pries die Skulptur, die Tori ihr als Modell gezeigt hatte. Später, als die Statue fertig war, stellte es sich heraus, dass sie nicht durch die Tür der Haupthalle des Tempels passte. Tori fand einen Weg, die Statue hineinzubringen, ohne dass die Tür ausgebaut werden musste. Er erhielt dafür wieder das Lob der Kaiserin. Als Belohnung erhielt Tori den Rang eines Dainin, den dritthöchsten Rangs innerhalb der zwölf Ränge der damaligen kaiserlichen Hofordnung. Es gibt Zweifel, ob dieser Buddha, heute im Ango-in des Asuka-dera, tatsächlich von Tori ist. In jedem Fall ist es so: die Buddha-Statue wurde in einem Brand 1196 stark beschädigt und wurde anschließend in größerem Umfang repariert. So ist das ursprüngliche Erscheinungsbild nicht gesichert.
Unbestritten ist die Shaka-Triade im Hōryū-ji eine Arbeit Toris. Eine Inschrift auf dem Strahlenkranz (mandorla) hinter der Dreiergruppe besagt, dass Shiba Kuratsukuri no obito Tori Busshi im Jahr 623 mit dem Werk beauftragt wurde, zum Gedenken an Prinz Shōtoku, dem Ersten in Japan, der sich intensiv mit dem Buddhismus beschäftigt hatte. Die Statue wurde von der Gemahlin Shōtokus und deren Söhne in Auftrag gegeben.
Die Skulptur besteht aus der zentralen Buddha-Figur, die von zwei Bodhisattvas flankiert wird, und zwar in der Aufstellung „Eine Essenz, drei Schätze“ (一行三尊 ikkō sanzon). Buddhas Gewand fließt über das Podest, das Mokakeza. Die Bekleidung der drei Figuren und auch weitere Details führen zu den buddhistischer Figuren im Stil der Nördlichen Wei-Longmen, wie sie in den Grabnischen jener Grotten zu finden sind. – Während der Longmen-Stil auf westliche Gebiete Chinas hindeutet, zeigen die Gewänder und die Neigung zur Abstraktion auf China selbst hin. Die verschiedenen Einflüsse, die über Korea nach Japan kamen, führten zu einer besonderen Stilmischung.
Im Hōryū-ji werden kleine vergoldete Bronzestatuen aufbewahrt, die der Triade sehr ähnlich sind. Sie finden sich auch unter den 48 Statuen des Hōryū-ji, die jetzt im Nationalmuseum Tokyo zu sehen sind. Da die Gussmethode bei allen Figuren völlig gleich ist, wird angenommen, dass sie alle aus einem Atelier der Tori-Schule kommen. Alle werden auf die erste Hälfte des 7. Jahrhunderts datiert.